# Tayfur Çayı
Pour les articles homonymes, voir Tayfur.
La rivière Tayfur Çayı traverse presque toute la largeur de la péninsule de Gallipoli dans le district de Gelibolu de la province turque de Çanakkale. Cette courte rivière (environ 15 km) est coupée par le barrage de Tayfur et se jette dans le détroit des Dardanelles.